# Gubazes I
Gubazes I (grecki: Γουβάζης), był królem Lazyki, rządzącym w latach 50. i 60. V wieku. Historia jego panowania jest znana dzięki Priskosowi, który jednak opisywał Lazykę głównie pod kątem stosunków z Cesarstwem rzymskim.
Lazyka, królestwo leżące na terenie dzisiejszej Gruzji, znajdowało się pod hegemonią rzymską. Gubazes, gdy został władcą, próbował uzyskać niezależność i około 456 roku próbował zawrzeć sojusz z Sasanidami, rządzącymi Iranem. W reakcji na poczynania wasala, cesarz Marcjan wysłał swe wojska do Lazyki z żądaniem abdykacji Gubazesa na rzecz jego syna. Władca Lazyki przystał na te warunki i zrezygnował z tronu. W 466 udał się jednak do Konstantynopola, gdzie uzyskał przebaczenie od cesarza Leona, który zwrócił mu władzę. Relacja z pobytu Gubazesa w stolicy imperium zachowała się w Żywotach Świętego Daniela Słupnika, według których to właśnie rzeczony święty skłonił cesarza do przywrócenia Gubazesa na tron Lazyki.
Prawdopodobnie jednak chodziło o fakt iż będący wówczas irańskim wasalem, król Iberii, Wachtang Gorgasali, prowadził kampanię w Lazyce i Rzymianie obawiali się utraty wpływów na Zakaukaziu. Gubazesowi udało się opanować sytuację a w 468 roku, wspierany przez siły cesarstwa przeprowadził kampanię przeciwko poddanej władzy Sasanidów Swanetii, której władcy korzystając z problemów Lazyki zdobyli kilka ważnych fortec przygranicznych. Wyprawa zakończyła się jednak niepowodzeniem, Gubazes odzyskał tylko nieliczną część zagarniętych przez Swanów ziem. Osłabiona Lazyka dostała się potem pod władzę wspomnianego już Wachtanga I.      